# Baranowo (gromada w powiecie przasnyskim)
Baranowo – dawna gromada, czyli najmniejsza jednostka podziału terytorialnego Polskiej Rzeczypospolitej Ludowej w latach 1954–1972.
Gromady, z gromadzkimi radami narodowymi (GRN) jako organami władzy najniższego stopnia na wsi, funkcjonowały od reformy reorganizującej administrację wiejską przeprowadzonej jesienią 1954 do momentu ich zniesienia z dniem 1 stycznia 1973, tym samym wypierając organizację gminną w latach 1954–1972.
Gromadę Baranowo z siedzibą GRN w Baranowie utworzono – jako jedną z 8759 gromad na obszarze Polski – w powiecie przasnyskim w woj. warszawskim, na mocy uchwały nr VI/10/16/54 WRN w Warszawie z dnia 5 października 1954. W skład jednostki weszły obszary dotychczasowych gromad Baranowo, Budne-Sowięta, Czerwińskie, Majdan i Orzeł ze zniesionej gminy Baranowo w tymże powiecie oraz obszar dotychczasowej gromady Czarnotrzew ze zniesionej gminy Kadzidło w powiecie ostrołęckim (woj. warszawskie). Dla gromady ustalono 25 członków gromadzkiej rady narodowej.
1 stycznia 1957 do gromady Baranowo przyłączono wieś Cierpięta z gromady Parciaki w tymże powiecie.
31 grudnia 1961 do gromady Baranowo włączono obszar zniesionej gromady Bakuła (bez wsi Błędowo, Brodowe Łąki, Dąbrowa, Guzowatka i Wola Błędowska) w tymże powiecie.
1 stycznia 1969 do gromady Baranowo włączono obszar zniesionej gromady Jastrząbka w tymże powiecie.
Gromada przetrwała do końca 1972 roku, czyli do kolejnej reformy gminnej. 1 stycznia 1973 w powiecie przasnyskim reaktywowano gminę Baranowo (od 1999 gmina znajduje się w powiecie ostrołęckim).